# Clanculus consobrinus
Clanculus consobrinus is een slakkensoort uit de familie van de Trochidae. De wetenschappelijke naam van de soort is voor het eerst geldig gepubliceerd in 1893 door Tate.